# Requejo
Requejo település Spanyolországban,  Zamora tartományban. Requejo Hermisende, Lubián, Porto de Sanabria, Cobreros, Pedralba de la Pradería és Bragança községekkel határos. Lakosainak száma 111 fő (2024).

## Népesség
A település népessége az utóbbi években az alábbiak szerint változott:
| Lakosok száma | 194  | 164  | 169  | 165  | 181  | 155  | 139  | 156  | 130  | 111  |
|               | 2001 | 2004 | 2007 | 2009 | 2012 | 2014 | 2017 | 2019 | 2022 | 2024 |